# Jessica Lundberg
Anna Jessica Lundberg, född 23 januari 1985, är en svensk före detta fotbollsspelare (målvakt).
Lundbergs moderklubb är IFK Åkullsjön, och hon spelade även för Umeå IK innan hon kom till Umeå Södra FF 2004.
Hon var med då Umeå Södra FF tog steget upp i Allsvenskan 2008. Till den allsvenska säsongen 2008 värvade klubben dock den finländska landslagsmålvakten Minna Meriluoto, och Lundberg stod bara i fem matcher under säsongen. Umeå Södra åkte ur direkt, och Meriluoto gick vidare till Hammarby IF. Lundberg, som i och med att Meriluotu försvann var den självklara förstamålvakten för klubben i Norrettan 2009, råkade emellertid ut för en komplicerad axelskada och blev borta en längre tid. Hennes sista säsong med Umeå Södra var 2011, då hon stod i 17 matcher i Norrettan.